# Ulster GAA
L'Ulster GAA, o Ulster Council è uno dei quattro councils provinciali irlandesi, responsabile dell'organizzazione dei tornei provinciali sul proprio suolo e della promozione degli sport gaelici e delle tradizioni irlandesi nella provincia dell'Ulster. Come Munster GAA sono conosciute anche le squadre di calcio gaelico ed hurling dell'Ulster stesso.

## Contee
- Antrim
- Armagh
- Cavan
- Derry
- Donegal
- Down
- Fermanagh
- Monaghan
- Tyrone

### Contee speciali
Questi county boards, sebbene non amministrati dall'Ulster Council, giocano nell'Ulster Senior Hurling Championship:
- London
- New York

## Stadi principali
- Casement Park, Belfast
- St. Tiernach's Park, Clones

## Calcio gaelico
Competizioni
- Ulster Senior Football Championship
- Ulster Minor Football Championship
- Ulster Under-21 Football Championship
- Ulster Junior Football Championship
- Dr McKenna Cup
- Ulster Senior Club Football Championship
- Ulster Intermediate Club Football Championship
- Ulster Junior Club Football Championship
- Ulster Minor Club Football Championship
- Ulster Under-21 Club Football Championship
- Dr Lagan Cup

## Hurling
La provincia è sempre stata la più debole in Irlanda a livello di hurling, forse perché le regole redatte dalla GAA erano molto diverse da quelle in vigore nell'Ulster e si avvicinavano di più a quelle delle altre province. Fatto sta che la squadra è l'unica a non avere mai vinto alcun Railway Cup, nonostante quattro finali disputate. Gli unici buoni successi sono attribuibili a quelli conseguiti dalla contea di Antrim.
Competizioni
- Ulster Senior Hurling Championship
- Ulster Minor Hurling Championship
- Ulster Under-21 Hurling Championship
- Ulster Intermediate Hurling Championship
- Ulster Junior Hurling Championship
- Ulster Senior Club Hurling Championship
- Ulster Intermediate Club Hurling Championship
- Ulster Junior Club Hurling Championship
- Ulster Under-21 Club hurling championship

## Railway Cup
- Calcio gaelico: 29 (record)
- Hurling: 0